# التنوع العصبي وحقوق العمال
يُواجه الأشخاص ذوو التنوع العصبي تحدياتٍ مُختلفة فيما يتعلق بحقوق العمل. قد تختلف تفضيلاتهم المهنية أو طلباتهم للتسهيلات، سواءً على المستوى الفردي أو الديموغرافي، عن العمال ذوي الاضطرابات العصبية النموذجية. في حين قد يحتاج بعض الأشخاص ذوي الاختلافات العصبية إلى دعمٍ في مكان العمل في النموذج الطبي للإعاقة ، قد لا يرغب آخرون إلا في فهمٍ ثقافيٍّ في النموذج الاجتماعي للإعاقة.

## التركيبة السكانية
كانت أقدم المجموعات التي تم فحصها من العمال ذوي التنوع العصبي هي الأشخاص الذين يعانون من اضطراب نقص الانتباه وفرط النشاط والأشخاص المصابين بالتوحد. تشمل الحالات التي تمت دراستها لاحقًا اضطراب التنسيق التنموي وعسر القراءة. بعد أن بدأ الباحثون المهنيون في النظر إلى هذه الحالات بشكل جماعي، أصبح من الأسهل تضمين أنواع أخرى من الأنماط العصبية المختلفة في اعتبارات مكان العمل. أحد النماذج لمناقشة جميع هذه المجموعات هو سؤال الأفراد عن كيفية تحديدهم ورغبتهم في أن يكونوا معروفين. نموذج آخر هو ببساطة التفكير في بعض الأشخاص على أنهم "أقليات عصبية"، وعدم محاولة الحصول على مزيد من التفاصيل طالما أن الناس لديهم ما يحتاجون إليه للقيام بعملهم بفعالية.
أشار تقرير صدر عام 2022 إلى أن 22% من العمال يعانون من اضطرابات عصبية مختلفة.
تاريخيًا، عانى الأشخاص ذوو الاضطرابات العصبية من البطالة أكثر بكثير من الأشخاص العاديين.

## المزايا
قد يتمتع الأشخاص المتباينون عصبيًا كفئة سكانية بمزايا ومهارات لا يمتلكها الأشخاص العاديون. الميزة المشتركة هي اختلاف المنظور؛ لأن الفئة السكانية لديها تجربة معيشية مختلفة، يمكن للأفراد في هذه الفئة السكانية التحدث عن أنفسهم لمشاركة الآراء التي غالبًا ما تختلف عن الأشخاص العاديين.
يمكن أن يحدث أيضًا أن يطور أفراد أو مجموعات معينة من الأشخاص ذوي الاختلافات العصبية مجموعات مهارات غير شائعة تتجلى عندما يحصلون على سكن في مكان العمل.

## الإقامة
في منتصف العقد الأول من القرن الحادي والعشرين، بدأت العديد من الشركات متعددة الجنسيات الكبرى في تطوير سياسات بشأن التنوع العصبي المهني. في السابق، لم تناقش المنظمات القضية، أو إذا تناولتها، فكانت بمثابة نوع من استيعاب الإعاقة. كانت الممارسة المتغيرة هي ممارسة الفهم الثقافي للتنوع العصبي باعتباره اختلافًا اجتماعيًا أو هوية شخصية. في هذا الإطار، يمكن التعرف على الحالات العصبية غير النمطية كشكل آخر من أشكال التنوع يمكن مقارنته بالجنس أو التوجه الجنسي أو العرق. بدأت البرامج التجريبية في الدعوة إلى العمال المصابين بالتوحد، لأنه كان هناك بالفعل مجموعة عمالية محددة من المرشحين للوظائف المصابين بالتوحد والذين يمكنهم العمل بفعالية مع الدعم.
في الولايات المتحدة، يصبح العمال مؤهلين للحصول على تسهيلات معقولة من خلال قانون الأمريكيين ذوي الإعاقة لعام 1990 بعد أن يكشفوا لصاحب العمل عن إصابتهم بحالة طبية معينة. ونظرًا لأن الحالات العصبية غير المفهومة أو المعترف بها غالبًا ما لا يتم فهمها أو التعرف عليها، فقد لا يوفر أصحاب العمل تسهيلات التنوع العصبي.
في عام 2015، أنشأت شركة إرنست ويونغ برنامجًا لتجنيد العمال المصابين بالتوحد.
تشمل التسهيلات الشائعة توفير مكاتب لشخص واحد، ومنح العمال السيطرة على إضاءة الغرفة التي يعملون فيها، وتوفير خيارات للموظف لتجنب التواجد في حشد من الناس أو أخذ فترات راحة بمفرده في مكان هادئ.

## التنوع العصبي الخفيف
مع اكتساب نموذج التنوع العصبي زخمًا في الخطاب السائد، ظهر شكلٌ مُخفَّف يُشار إليه عادةً باسم "التنوع العصبي المُخفَّف". يُحافظ هذا النموذج على مفردات التنوع العصبي، لكنه يُجرِّده من جذوره السياسية وحقوق ذوي الإعاقة الأصلية. فبدلًا من التركيز على التمييز النظامي ضد ذوي الإعاقة، أو عوائق الوصول، أو الحاجة إلى التغيير الهيكلي، يُؤطِّر التنوع العصبي المُخفَّف الاختلاف المعرفي كشكلٍ حميدٍ من أشكال التنوع - شيءٌ جديد، بل عصري.
الإيجابيات: تغيير العلامة التجارية
للوهلة الأولى، يبدو أن التنوع العصبي البسيط يُقدم تحولاً ثقافياً مهماً. فهو يُعيد صياغة حالات مثل التوحد واضطراب فرط الحركة ونقص الانتباه في ضوء أكثر إيجابية، مُركزاً على نقاط قوة مثل الإبداع، والاهتمام بالتفاصيل، والتركيز المُفرط، والتفكير الإبداعي. وبذلك، يُواجه السرديات التاريخية القائمة على العجز والتي سادت علم النفس والطب. يُمكن أن يُساعد هذا التأطير في الحد من الوصمة، وتشجيع تقبّل الذات، ودعم مبادرات التوظيف التي تُقدّر المواهب المُختلفة عصبياً. بالنسبة للكثيرين، فتحت هذه النظرة الإيجابية آفاقاً جديدة - على الصعيدين الشخصي والمهني.
السلبيات: من الحركة إلى التسويق
ومع ذلك، فإن هذه الإيجابية السطحية تأتي بتكلفة. يجادل النقاد بأن التنوع العصبي الخفيف يخاطر بالمبالغة في التركيز على القدرات الاستثنائية مع محو تحديات العالم الحقيقي التي يواجهها العديد من الأفراد ذوي التنوع العصبي - وخاصة أولئك الذين لديهم احتياجات دعم عالية أو إعاقات ذهنية أو تواصل غير ناطق. وهو أكثر وضوحًا في السرديات المؤسسية أو الإعلامية التي تروج لفكرة التنوع العصبي باعتباره "قوة عظمى"، وخاصة عندما يخدم الإنتاجية والابتكار - وغالبًا ما تصور الأفراد المصابين بالتوحد على أنهم عمال مثاليون في مجالات التكنولوجيا والعلوم والتكنولوجيا والهندسة والرياضيات. تعمل هذه السرديات بشكل انتقائي على رفع مستوى الأفراد الذين يمكنهم "الأداء" في بيئات عصبية نموذجية مع القليل من التسهيلات أو بدونها، تاركين وراءهم أولئك الذين لا يناسبون هذا القالب. وبذلك، فإنهم يعيدون إنتاج أوجه عدم المساواة القائمة تحت ستار الإدماج.
علاوة على ذلك، من خلال التركيز فقط على السمات التي تتوافق مع القيمة المؤسسية - مثل الكفاءة التقنية أو حل المشكلات - يُمكّن التنوع العصبي المُخفف شكلاً من أشكال الشمول دون مساءلة. فهو يتجنب مواجهة التمييز الهيكلي على ذوي الاحتياجات الخاصة، ويفشل في الدفاع عن إمكانية الوصول، ويُسكت أولئك الذين تُشكل احتياجاتهم الداعمة تحديًا لعقلية الإنتاجية في المؤسسات الحديثة. باختصار، يُحوّل التنوع العصبي من إطار عمل قائم على العدالة إلى استراتيجية لبناء هوية مميزة.